# Tacaná
A 4060 m (más források szerint 4067 m, 4080 m vagy 4092 m) magas Tacaná egy rétegvulkán Mexikó és Guatemala határán. Ez Guatemala második legmagasabb és Chiapas állam legmagasabb hegye. Neve a mam nyelvből ered, a ta jelentése belül, a kah jelentése tűz, a najbil pedig házat jelent, így a szóösszetétel valami olyasmi jelentést hordoz, hogy a tűz háza, vagy tűz a házban.

## Elhelyezkedése
A csúcs a mexikói Chiapas állam Cacahoatán és Unión Juárez községének és Guatemala San Marcos megyéjének határán emelkedik a Chiapasi-Sierra Madre hegységben. A terület rendkívül csapadékos: az éves csapadékmennyiség 4500 mm fölött van.

## Kitörései

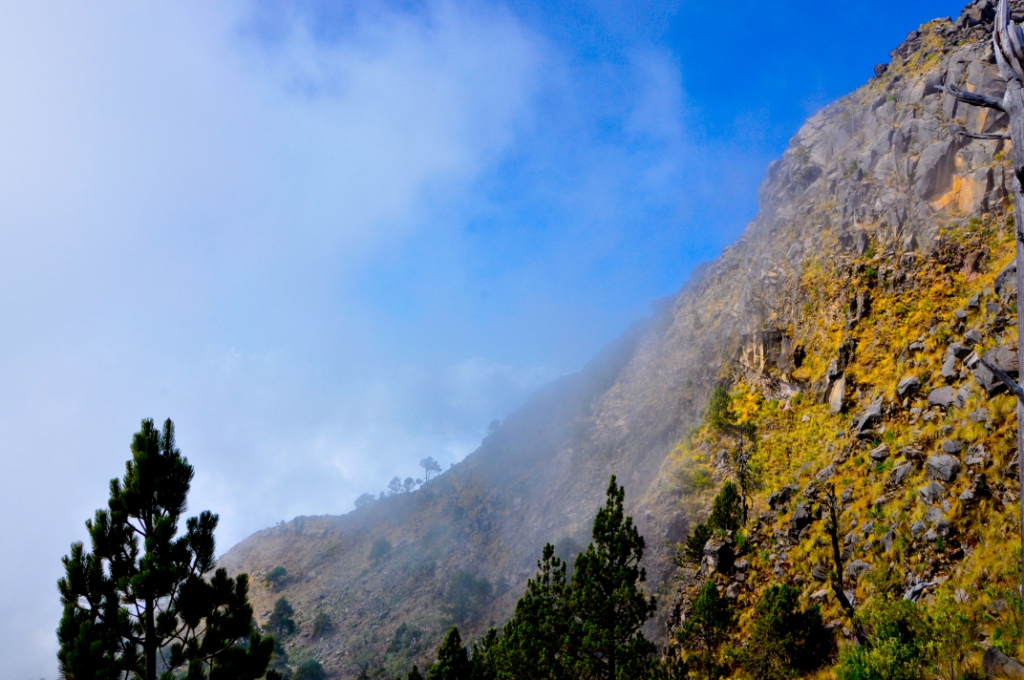
A vulkán lejtője

A Tacaná utoljára 1986-ban tört ki. A tudósok szénizotópos kormeghatározás segítségével kilenc igen régi kitörésről szereztek adatokat, ezek a következő években történtek: i. e. 9450. (±150 év), i. e. 5940. (±500 év), i. e. 5720. (±200 év), i. e. 4740. (±200 év), i. e. 1080. (±150 év), i. sz. 70. (±100 év) és 1030. (±40 év). Történeti források alapján 1878-ból és 1949–1950-ből is ismert egy-egy aktív időszak.

## Bioszféra-rezervátum
2000-ben a vulkán környékét természetvédelmi területté nyilvánították, ami 2003-ban bioszféra-rezervátummá vált. Területén 1382 élőlényfajt figyeltek meg, ebből 127 veszélyeztetett. 2011-ben tanulmányt készítettek a rezervátum területének egy olyan bővítéséről, hogy az után már 1957 faj (amiből 189 veszélyeztetett) élne benne, köztük 36 endemikus faj.